# 叙述性诡计
叙述性诡计是流行于推理小说写作的一种写作手法。具体来说，作者通过叙述，主观介入故事，以叙述手法刻意诱导读者向假象的方向靠拢。

## 分类
- 将动物、植物甚或无生命物体拟人化。
- 混淆关键角色的身份、姓名或性别，例如被媒體稱為「開膛手傑克」的兇嫌其實是女性。
- 混淆关键事件的发生年代或发生地点，例如故事所有登場人物都是華人，但故事其實發生在美國的唐人街，而不是大中華地區。
- 侦探（第一主角）即为凶手。
- 将倒叙或插叙伪装为顺叙。
- 中途将主角的视角切换为配角的视角，例如故事第一章和第二章都以第一人稱「我」敘述故事，但這兩個「我」是不同人。
- 感知混淆與虛構

## 影响
随着推理文学材料的枯竭。很多人都在抱怨推理小说的情节正在走向平庸和老套。叙述性诡计的出现一定程度上缓解了这一现象，突破了原有的写作模式。

## 运用了该手法的部分作品

### 小说
- 《羅傑·艾克洛命案》（作者：阿加莎·克里斯蒂）
- 《金田一耕助系列 夜走》 （作者：橫溝正史）
- 馆系列：《十角馆杀人》、《黑猫馆杀人》、《计时馆杀人》、《黑暗馆杀人》等作品（作者：绫辻行人）
- 《Another》（作者：绫辻行人）
- 《樱花抽芽时，想你（日语：葉桜の季節に君を想うということ）》（作者：歌野晶午）
- 《杀戮之病》（作者：我孙子武丸）
- 《剪刀男（日语：ハサミ男）》（作者：殊能将之）
- 倒错三部曲：《倒错的死角》、《倒错的轮舞》、《倒错的归结》以及外传《倒错的房间——天井男奇想》（作者：折原一）
- 《逃亡者》（作者：折原一）
- 《向日葵不开的夏天（日语：向日葵の咲かない夏）》（作者：道尾秀介）
- 《放电人》（作者：咏坂雄二（日语：詠坂雄二））
- 《暮蟬悲鳴時》《海貓悲鳴時》

### 漫画
- 《Fraction》、《失真的冥兽》（作者：驾笼真太郎）
- 《神通小偵探》36卷的“Q & A”、24卷的“罪與罰”等（作者：加藤元浩）

### 动画
- 《LOST SONG》
- 《彼方的阿斯特拉》
- 《奇巧計程車》

### 电视剧
- 《西部世界》 第一季
- 《MIU404》第六话 (编剧：野木亞紀子)

### 游戏
- 《Never7 -the end of Infinity-》、《Ever17》、《Remember11 -the age of infinity-》、《AI：夢境檔案》、《AI：夢境檔案 涅槃肇始》（主要编剧：打越钢太郎）
- 《车轮之国、向日葵的少女》（编剧：るーすぼーい）

### 音樂劇CD
- 《幻想廢人，或いは某K氏の手記》